# 돈 사이
돈 사이(Sai, サイ)는 일본 만화 및 애니메이션 원피스에 등장하는 등장인물이다. 성우는 소정환(투니버스 에피소드 오브 사보), 박요한(대원방송).

## 소개
돈 칭자오의 첫째 손자로, 현 팔보수군 13대 두령. 등에 커다란 언월도를 들고 다닌다. 몸에다 13대 두령을 나타내는 숫자 문신을 하고, 성게머리를 하는 등 굉장히 험악한 인상을 보여주며, 성격 또한 성급하며, 자신이 한 말을 남이 한 말로 오해하는 경향이 있다. 루피와 똑같은 C블록이다. C블록에서 싸울 때, 엄청난 활약을 하며, '팔충권(八衝拳)'이라는 진동파 같은 기술을 쓴다. 또한 무장색을 쓰기도 한다. 자신의 동생이자 부하인 부우를 쓰러뜨린 펑크형제를 일격에 털어버림으로서 복수한다. 라오 G와 대결에서 라오 G를 '추룡 송곳못' 발차기로 쓰러뜨린다. 해적선은 큰 '팔보새(八寶塞)' 1척과 7척의 장갑선 '일보새(一寶塞)' 총 8척의 배를 갖고 있다. 드레스로자 사건 이후, 자신과 자신이 이끄는 팔보수군 1천명은 몽키 D. 루피가 이끄는 밀짚모자 해적단에 산하 해적단으로 들어가기로 마음을 먹고, 술잔을 나눈다. 881화에서는 베이비 5랑 결혼을 한다. 나이는 28세. 현상금: 2억 1000만 베리.